# Anna Eliza Bray
Anna Eliza Bray, née le 25 décembre 1790 à Newington et morte le 21 janvier 1883 à Londres est une autrice britannique.